# 巴布亞蟆口鴟

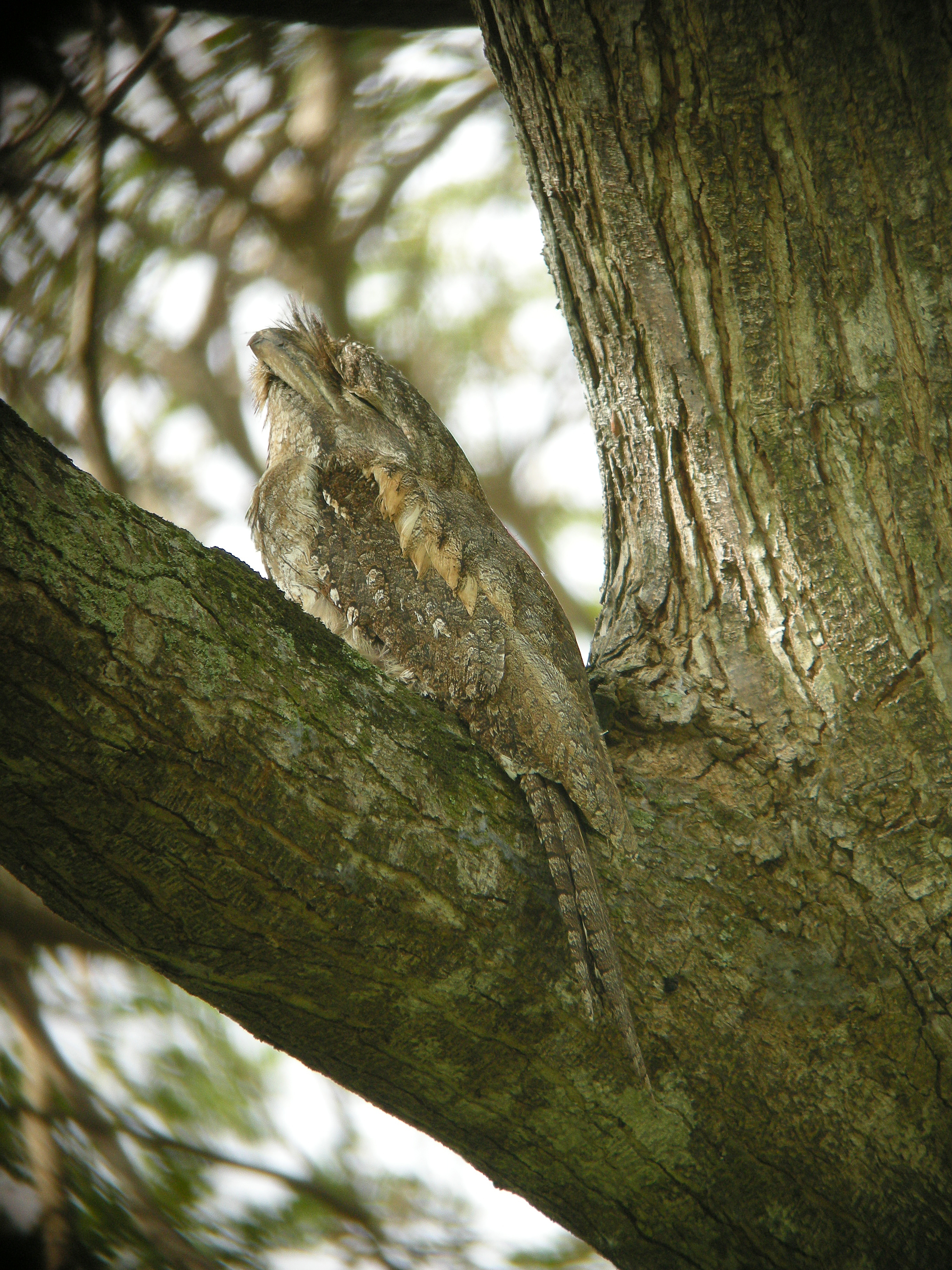

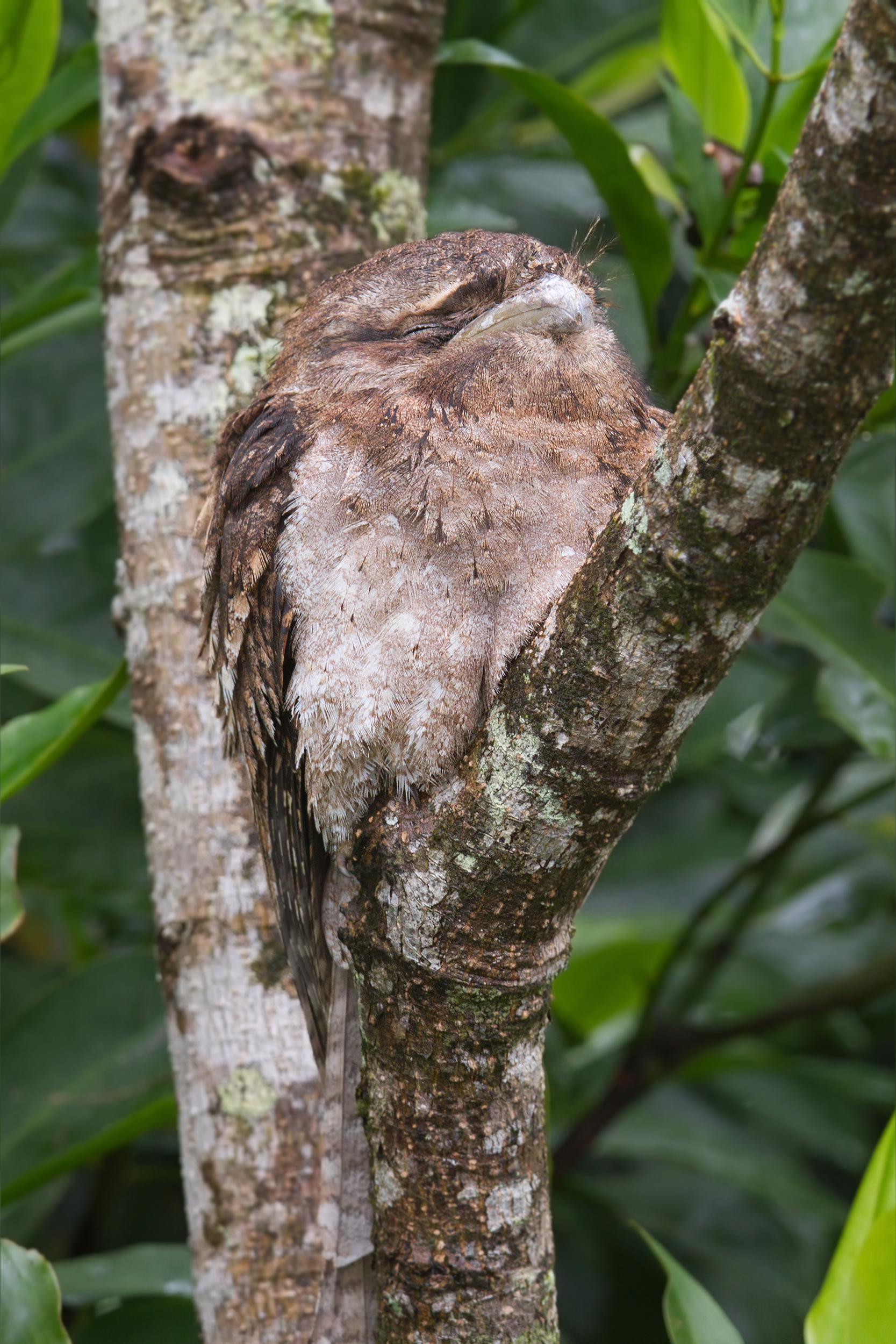

巴布亞蟆口鴟是蟆口鴟科的一种鸟类。

## 分佈及生活環境
發現分布于東太平洋诸岛屿。
該物種的自然棲息地是亞熱帶或熱帶潮濕的低地森林。 

## 外部連結
- 维基共享资源上的相關多媒體資源：巴布亞蟆口鴟